# 橋幸夫の地球楽団
『橋幸夫の地球楽団』（はしゆきおのちきゅうがくだん）は、2012年10月7日から2017年3月26日まで毎週日曜日にTBSラジオと東北放送（TBCラジオ）の2局ネットで放送されていたTBSラジオ製作のトーク番組。

## 概要
橋幸夫が、今われわれ人間の住む地球という星に感謝したいという強い思いを込めて「地球楽団」というタイトルを命名した。橋がこれまでの芸能生活で出会った様々な歌手や文化・著名人と対談する。
番組の収録スタジオにはテレビカメラが複数入っており、収録中はテレビ番組同様に撮影が行われている。この映像を編集し、番組の公式YouTubeチャンネルで未放送部分を含め、放送終了後1週間限定で配信を行っている。

## 出演
- 橋幸夫（俳優・歌手）
- 岩田まこ都（フリーアナウンサー）

## 放送日時
- TBSラジオ 日曜 22:00 - 22:30
- TBCラジオ 日曜 21:30 - 22:00 （先行）
- ポッドキャスト/YouTube 放送後1週間限定配信

例外（TBSラジオ）
2016年7月10日（ゲスト・杜このみ）の回は、参議院議員通常選挙の開票速報があったため、7月17日（同・つのだ☆ひろ）の回を当初の予定通り放送後、7月21日のナイター枠 である19:30-20:00に振り替え放送を実施。